# Empis spirifera
Empis spirifera är en tvåvingeart som beskrevs av Mario Bezzi 1909. Empis spirifera ingår i släktet Empis och familjen dansflugor. Inga underarter finns listade i Catalogue of Life.